# J.D. Martinez
Julio Daniel "J.D." Martinez, född den 21 augusti 1987 i Miami i Florida, är en amerikansk professionell basebollspelare som spelar för Boston Red Sox i Major League Baseball (MLB). Martinez är designated hitter och outfielder.
Martinez har tidigare spelat för Houston Astros (2011–2013), Detroit Tigers (2014–2017) och Arizona Diamondbacks (2017).

## Karriär

### College
Martinez draftades av Minnesota Twins 2006 som 1 086:e spelare totalt, men valde att inte skriva på för klubben. I stället studerade han vid Nova Southeastern University.

### Major League Baseball
I draften 2009 valde Houston Astros Martinez som 611:e spelare och den här gången skrev han på ett proffskontrakt. Han debuterade i MLB för Astros den 30 juli 2011.
Den 4 september 2017 slog Martinez fyra homeruns i samma match och tangerade därmed MLB-rekordet som 17 spelare hade lyckats med före honom.
Den 26 februari 2018 skrev Martinez på ett femårigt kontrakt med Boston Red Sox till ett värde av 110 miljoner dollar.
Martinez har vunnit en World Series med Boston Red Sox (2018). Individuellt har han vunnit en Hank Aaron Award (2018) och tre Silver Slugger Awards (2015 och 2018 [vid det senare tillfället vann han både som outfielder och designated hitter]). Han har fem gånger tagits ut till MLB:s all star-match (2015, 2018–2019 och 2021–2022).